# Brzina zvuka
Brzina zvuka je brzina kojom se širi zvučni val u nekom mediju (sredstvu). Zvuku je potrebno neko vrijeme da prijeđe stanovitu daljinu. U to se možemo uvjeriti ako na nekoj daljini promatramo čovjeka koji cijepa drva. Opazit ćemo da je čovjek već gotovo drugi put podigao sjekiru i tek onda čujemo udarac. Mjerenja su pokazala da brzina zvuka u zraku raste s temperaturom i vlagom, a da je neovisna o tlaku i frekvenciji. Znači da se dugi i kratki valovi rasprostiru istom brzinom. Brzina zvuka je različita kroz različita tijela. Zvuk se širi brže kroz tekućine nego kroz zrak, a još brže u krutim tijelima. Općenito je brzina zvuka veća što je veća gustoća sredstva u kojem se on širi.
Kod krutih medija ovisi o elastičnosti dok kod plinova ovisi o izentropskom (adijabatskom) koeficijentu plina te o njegovoj temperaturi, dok ne ovisi o gustoći i tlaku plina. Brzina valova ovisi o mediju kroz koje se valovi šire pa je na primjer brzina mehaničkih valova u čvrstom tijelu:
{\displaystyle v={\sqrt {\frac {E}{\rho }}}}
a u plinu:
{\displaystyle v={\sqrt {\frac {\chi \cdot p}{\rho }}}}
gdje je: E – modul elastičnosti, ρ – gustoća tijela ili plina, ϰ – adijabatski koeficijent plina, p – tlak plina. 
Brzina zvuka u zraku temperature 20 °C iznosi 343 m/s (1235 km/h na 0 metara nadmorske visine). Kako za pojedini plin brzina zvuka ovisi isključivo o njegovoj temperaturi, tako se kod zrakoplova prilikom povećanja visine leta brzina zvuka smanjuje zbog smanjenja temperature zraka s visinom.

## Primjeri
| Medij                          | Brzina zvuka na 20 °C i atmosferskom tlaku od 105 Pa |
| ------------------------------ | ---------------------------------------------------- |
| poli(vinil-klorid), savitljivi | 80                                                   |
| guma                           | 150                                                  |
| ugljikov dioksid               | 266 m/s (na 20 °C)                                   |
| kisik                          | 317 m/s (na 20 °C)                                   |
| zrak                           | 319 m/s (na –20 °C)                                  |
| zrak                           | 343 m/s (na 20 °C)                                   |
| pluto                          | 500 m/s                                              |
| helij                          | 981 m/s                                              |
| etanol                         | 1170 m/s                                             |
| olovo                          | 1250 m/s                                             |
| vodik                          | 1280 m/s                                             |
| benzen                         | 1320 m/s                                             |
| voda                           | 1485 m/s                                             |
| krv                            | 1570 m/s                                             |
| mineralno ulje (SAE 20/30)     | 1740 m/s                                             |
| drvo, bukovo                   | 3300 m/s                                             |
| beton                          | 3750 m/s                                             |
| bakar                          | 4700 m/s                                             |
| željezo                        | 5170 m/s                                             |
| staklo                         | 5500 m/s                                             |
| mramor                         | 6150 m/s                                             |
| aluminij                       | 6300 m/s                                             |

## Zvučni zid
Zvučni zid je aerodinamička pojava koja nastaje pri dosezanju brzine zvuka neke letjelice ili drugoga objekta. Premda se zrak pri malim brzinama strujanja smatra nestišljivim fluidom, pri većim brzinama postaje stišljiv. Tako zrakoplov u letu stvara poremećaj tlaka okolnoga zraka, koji se pri manjim brzinama strujanja nalazi neznatno ispred zrakoplova. Kada zrakoplov dosegne brzinu zvuka (ovisno o temperaturi, od 1152 do 1224 km/h), stvara se poremećaj tlaka neposredno pred zrakoplovom, otpor znatno poraste, pa nastaju udarni valovi, koje promatrači na tlu doživljavaju kao prasak (takozvano probijanje zvučnoga zida). Razvojem zrakoplovâ vršne su se brzine približavale brzini zvuka, pa je postao očit razoran utjecaj udarnih valova, jer su neki zrakoplovi bili znatno oštećeni pri letu u tom području brzina. Zbog toga se dugo vjerovalo da zrakoplov ne može nadmašiti brzinu zvuka. Ipak su nakon Drugog svjetskog rata američki inženjeri, primjenjujući rezultate njemačkih istraživanja, konstruirali raketni zrakoplov X-1, kojim je 1947. pilot Chuck Yeager prvi probio zvučni zid, a poslije su i neki putnički zrakoplovi (na primjer francuski Concorde te ruski Tupoljev Tu-144) letjeli brzinom većom od brzine zvuka. Iz tog razloga kod današnjih zrakoplova brzina se izražava Machovim brojem. Machov broj je omjer između brzine zrakoplova i brzine zvuka. Tako na primjer zrakoplov ima Machov broj 1 ako može postići brzinu zvuka, a Machov broj 2 ako može postići dvaput veću brzinu od brzine zvuka.